# Eric Murray
Eric Murray, född den 6 maj 1982 i Hastings i Nya Zeeland, är en nyzeeländsk roddare.
Han tog OS-guld i tvåa utan styrman i samband med de olympiska roddtävlingarna 2012 i London.
Vid de olympiska roddtävlingarna 2016 i Rio de Janeiro tog han guld i tvåa utan styrman tillsammans med Hamish Bond.